# (37788) Suchan
(37788) Suchan (1997 SK34) – planetoida z pasa głównego asteroid okrążająca Słońce w ciągu 3,53 lat w średniej odległości 2,32 j.a. Odkryta 25 września 1997 roku.